# Cable de acero

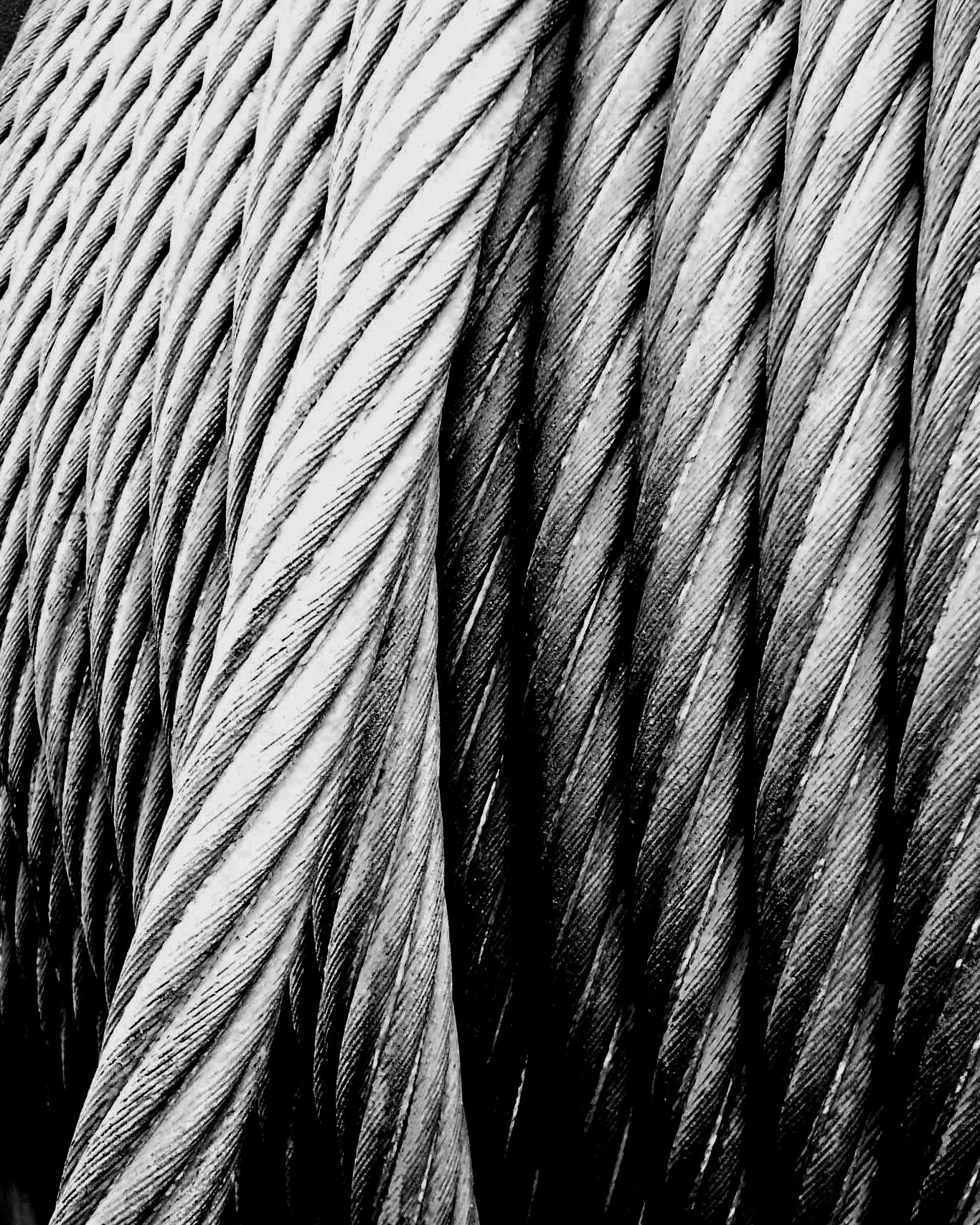
Bobina de cable de acero trenzado.

Un cable de acero es un tipo de cable mecánico formado un conjunto de alambres de acero que forman un cuerpo único como elemento de trabajo. Estos alambres pueden estar enrollados de forma helicoidal en una o más capas, generalmente alrededor de un alambre central, formando los cables espirales.
Estos cables, a su vez, pueden estar enrollados helicoidalmente alrededor de un núcleo o alma, formando los cables de cordones múltiples. Estos cables se pueden considerar como elementos y también se pueden enrollar helicoidalmente sobre un alma, formando los cables guardines, o bien acoplarse uno al lado del otro, para formar los cables planos. Originalmente, el cable de acero fue un invento del ingeniero alemán, Wilhelm Albert. 

## Característica fundamentales

### Diámetro
Se considera diámetro de un cable a la circunferencia circunscrita a la sección del mismo, expresado en milímetros (mm).
Cuando un cable nuevo entra en servicio, los esfuerzos que soporta le producen una disminución del diámetro, acompañada de un aumento en su longitud, a causa del asentamiento de los distintos elementos que forman el cable. Esta disminución de diámetro es mayor cuanto mayor es la proporción de fibra textil que lo forma.

### Composición
Combinando la disposición de los alambres y los cordones se obtienen cables de composiciones muy diversas. Los fabricados con alambres gruesos resisten bien el desgaste por rozamiento, pero tienen una gran rigidez y son poco resistentes a la flexión. Los cables compuestos por un gran número de alambres finos no son muy flexibles, y poco resistentes al rozamiento y a la corrosión.

#### Almas o núcleos
El alma del cable es el soporte de tamaño y consistencia aptos para ofrecer un apoyo firme a los cordones, de modo que, incluso a la máxima carga no lleguen a entallarse los alambres de los cordones entre sí.
Generalmente, el alma de los cables es de fibra textil,siempre y cuando no se trabajen en ambientes con un elevado porcentaje de humedad y elevadas temperaturas, ya que estos factores difieren con la resistencia del alma, haciéndola débil hasta punto tal que se pueda cortar. Para ello, se utilizan almas metálicas, que no se ven afectadas con estos últimos factores.

#### Notación
La composición de un cable viene expresada por una notación compuesta de tres cifras, por ejemplo 6x19+1 Seale.
La primera indica el número de cordones del cable, la segunda el número de alambres de cada cordón y la tercera el número de almas textiles. La palabra Seale indica una disposición especial de los cordones, que veremos en las clases de arrollamientos.
Si el alma del cable es metálica formada por alambres, se sustituye la última cifra por una notación entre paréntesis que indica la composición de dicha alma. Por ejemplo, 6x19+(7x7+0). Cuando los cordones o ramales del cable sean otros cables, se sustituirá la segunda cifra por la notación que señale su composición, también entre paréntesis. Por ejemplo, 6x(6x7+1)+1.

### Arrollamiento
Los alambres de los cordones están colocados en forma de hélice alrededor de un alambre central, formando una o más capas.
El paso del cordón es la longitud que abarca una vuelta completa del alambre alrededor de su núcleo central. Esta distancia se mide paralelamente al eje del cordón. En los cables corrientes, las distintas capas de alambres que forman los cordones tienen pasos diferentes.
Los cordones, a su vez están colocados en el cable en forma de hélice alrededor del alma. El paso de hélice que describe un cordón es el paso del cable.

#### Clases de arrollamiento

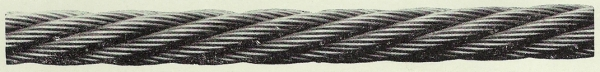
Arrollamiento cruzado izquierda.

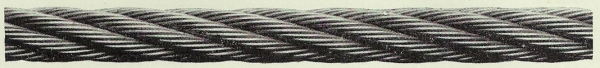
Arrollamiento cruzado derecha.

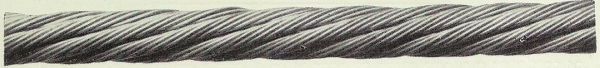
Arrollamiento lang izquierda.

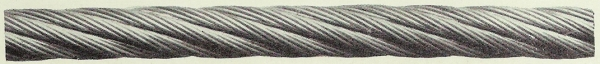
Arrollamiento lang derecha.

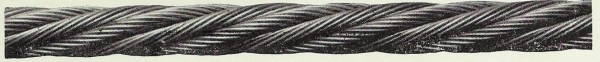
Arrollamiento alternado izquierda.

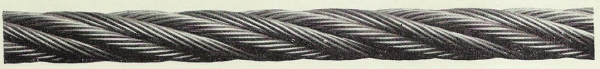
Arrollamiento alternado derecha.

Considerando los sentidos de arrollamiento de los alambres en el cordón, y de los cordones en el cable, se pueden distinguir:
- Arrollamiento cruzado o corriente es aquel en que los cordones están arrollados en sentido contrario al de los alambres que los forman.
- Arrollamiento Lang, los alambres en el cordón y los cordones en el cable están arrollados en el mismo sentido.
- Arrollamiento alternado, con cordones que están alternativamente arrollados en el mismo sentido que el cable y en sentido contrario.

Además estos tres grupos pueden estar arrollados a derechas o a izquierdas.

### Preformado
En el proceso de fabricación de los cables corrientes, los alambres adoptan la forma de hélice y ocupan sus posiciones respectivas gracias a una deformación elástica, que origina unas tensiones internas en dichos alambres. Por causa de estas tensiones internas, al suprimir las ligadas, o al romperse un alambre, los extremos tienden a recuperar su forma recta primitiva.
En los cables preformados, tanto los alambres como los cordones sufren durante el proceso de fabricación una deformación permanente, adoptando la forma de hélice de acuerdo ya con la posición que habrán de ocupar en el cable.
Al suprimir la deformación elástica se eliminan las tensiones internas existentes en los alambres de los cables no preformados y que contribuyen a la rotura de dichos alambres por fatiga.
Las principales ventajas de los cables preformados son:
- Mayor flexibilidad, ya que al curvarse no se sumarán las tensiones internas de fabricación al esfuerzo de flexión debido al arrollamiento en poleas y tambores. Esto equivale por tanto a una reducción de los esfuerzos de flexión.
- Evita efectos de cortadura, al no enredarse las puntas de alambre que se rompen por fatiga, no quedan éstas aprisionadas entre el cable y las gargantas de las poleas, evitándose así que corten otros alambres.
- Mayor duración, consecuencia de las dos ventajas anteriores.
- Fácil manejo. Al cortar un cable preformado los cordones y alambres permanecen en su sitio al no tener tendencia a descablearse y desenrollarse formando cocas.
- Facilita el uso del arrollamiento Lang, al reducir los inconvenientes más propios de dicho arrollamiento, hace posible adaptarlo en mayor número de aplicaciones.

### Material
El alambre trefilado que se utiliza para la fabricación de cables se obtiene partiendo de fermachine de acero Martin Siemens o de acero al horno eléctrico. su contenido en carbono varía generalmente del 0,3% al 0,8% obteniéndose dentro de esta gama los aceros dulces, semiduros y duros.
El índice de pureza puede variar según las características requeridas; no obstante estos tipos de acero no pueden contener más de un 0,04% de fósforo y un 0,04% de azufre.

## Tipos de cables
Los cables también se pueden clasificar según su estructura y características más destacadas en los siguientes grupos
- Cables espirales o cordones
- Cables normales
- Cables de igual paso
- Cables de cordones triangulares
- Cables antigiratorios
- Cables guardines
- Cables planos
- Cables semicerrados y cerrados

### Cables espirales o cordones
Se conocen también como cables de simple arrollamiento, en ellos los alambres están colocados en una o más capas arrolladas en forma de hélice alrededor de un núcleo. El núcleo generalmente lo forma un solo alambre.
Si esta construcción es ya un cable terminado, los alambres de las diferentes capas se arrollan en sentido alternado a izquierda y derecha y entonces se llama cable espiral.
Cuando es un elemento de otro cable mayor, las distintas capas de alambres se arrollan en el mismo sentido y entonces se le llama cordón.
En general los cables espirales resisten bien el desgaste por rozamiento al tener una superficie aproximadamente cilíndrica y muy lisa. 
En ellos se aprovecha bien la sección ya que en un diámetro relativamente pequeño se obtiene una capacidad de carga considerable.
Al estar arrollado de forma alterna resiste bien la torsión.
Además tienen un elevado módulo de elasticidad.
Al ser poco flexibles se usan fundamentalmente como cables estáticos, en cables finos se emplean para frenos y mandos de vehículos.
Se usan también como cables carril de teleféricos, cables portadores de puentes colgantes, cables guía en extracción minera, contrapeso en ascensores y montacargas muy antiguos, en los montacargas y ascensores actuales se usan cables más flexibles de 6 y 8 cordones.
- -     - Cables normales ***

Se forman con cordones cilíndricos arrollados helicoidalmente en torno a un núcleo o alma que puede ser de fibra o metálica.
Los cordones de estos cables son de alambres del mismo diámetro y el número de alambres en cada capa aumenta de 6 en 6, en progresión aritmética. Al ser todos los alambres del mismo diámetro son cables muy homogéneos.
Las torsiones de las distintas capas tienen todas el mismo sentido y están arrolladas con el mismo ángulo de cableado, de esta manera los pasos de las distintas capas son diferentes y proporcionales a los diámetros medios de cada capa.
Al tener las capas de alambres diferentes pasos, cuando soportan una presión los alambres se cruzan y entallan entre sí, produciendo esfuerzos de flexión al doblar el cable.
En estos cables el esfuerzo a la tracción se reparte de manera uniforme entre todos los alambres al estar arrollados con el mismo ángulo de cableado.
Su campo de aplicación es muy extenso, su limitación en el uso viene dada por su poca flexibilidad.

### Cables de igual paso
Las distintas capas de alambres que forman sus cordones están cableadas bajo el mismo paso, por ello los alambres de los cordones de las distintas capas no se cruzan entre sí y se apoyan a lo largo de toda su longitud en las ranuras que se forman entre cada dos alambres contiguos de la capa inferior.
Su aspecto exterior es igual al de los cables normales y es preciso observar su sección para poderlos diferenciar.
Las composiciones más frecuentes son:
- Seale
- Warrington
- Warrington-Seale
- Relleno (Filler Wire)

En general los cables de igual paso gozan de mayor flexibilidad, gran resistencia a la compresión lateral y una elevada carga de rotura.

### Cables de cordones triangulares
Estos cables están formados por seis cordones de forma aproximada a un triángulo equilátero..

### Cables antigiratorios
El cable de acero convencional bajo la acción de una carga gira sobre su propio eje. Este fenómeno se debe al arrollamiento en hélice de los alambres y cordones, y al sentido de giro, que es opuesto al sentido de arrollamiento del cable, de modo que el cable convencional tiende siempre a desenrollarse mediante giro. 
Cuando la altura del izaje es considerable (dependiendo del diámetro del cable y otros factores), este problema comienza a adquirir importancia y en los sistemas de dos o más líneas, es muy probable que los cables se enrosquen entre sí. 
Esto genera una condición altamente dañina para el cable y peligrosa para la seguridad de las personas. Hay instalaciones que resuelven este problema utilizando cables de torsión derecha e izquierda, trabajando en pares, haciendo la salvedad de que en general los cables de torsión izquierda se fabrican solamente sobre pedido.
En la mayoría de los casos, en cambio, la solución consiste en utilizar cables de acero antigiratorios. En resumen estos cables se emplean para levantar cargas no guiadas (que pueden rotar libremente), con alturas de izamientos considerables. El diseño y tipo constructivo de estos cables se basa en componer elementos cuyos momentos torsores se equilibren unos a otros, produciendo una resultante prácticamente nula. 
Los diseños más utilizados son los llamados multicordones, entre los cuales el más popular es el 18x7+ 1x7, usualmente llamado “19x7”. En este diseño se componen dos capas de 6 y 12 cordones respectivamente, sobre un alma de un cordón, siendo todos estos cordones prácticamente iguales, de 7 alambres cada uno. El resultado es un cable de propiedades altamente antigiratorias, con una excelente resistencia a la tracción, con mediana flexibilidad y resistencia al aplastamiento. Existen otras posibles construcciones, todas basadas en el mismo principio. La construcción 34x7 es más flexible y más eficiente como antigiratoria, aunque también es algo menos estable. 

#### Selección de cables antigiratorios
No existen reglas precisas para determinar cuando utilizar un cable antigiratorio. En primera instancia es conveniente considerar la experiencia obtenida con cables usados anteriormente en la misma instalación o equipo. Cuando no existe tal experiencia, o en caso de dudas, existen algunos diagramas y fórmulas aplicables, aunque sus resultados son solamente de carácter orientativo. La variables que inciden en la determinación son: 
- altura de izaje.
- diámetro del cable.
- diámetro de las poleas.
- número de líneas.
- disposición de las poleas.
- torque específico del cable.

Se recomienda no utilizar cables antigiratorios cuando la carga está guiada (impedida de rotar) y además conviene tener presentas algunas precauciones específicas adicionales. Por ejemplo, debido a su particular diseño, los cables antigiratorios presentan marcadas diferencias en comparación con los cables de 6 cordones. La forma en que se comportan, se desgastan y se rompen, difiere respecto a las construcciones convencionales. Esto trae aparejada la necesidad de utilizar criterios de manipulación, uso e inspección específicos.

#### Manipulación de cables antigiratorios
Deben ser consideradas todas las recomendaciones mencionadas para la manipulación de cualquier cable, con especial atención, a que el cable antigiratorio debe mantenerse siempre acondicionado en bobinas y no en rollos. 
Cuando es inevitable hacer un rollo, el mismo debe ser debidamente zunchado o atado, y al desenrollarlo se debe hacer rodar el rollo en forma vertical hasta que el cable esté completamente en línea recta en el suelo. Se debe prestar especial atención a no introducir torsión en el cable durante el manipuleo o la instalación. Todos los extremos deben llevar una, dos o tres sólidas ataduras con alambre, según el diámetro, excepto que los mismos se encuentren soldados.

#### Instalación de cable antigiratorio
Los cables de acero antigiratorios son propensos a anudarse, aplastarse y desequilibrarse, en las características formas de “colapso de alma” y “jaula de pájaro”. Se debe poner énfasis en evitar las prácticas operativas que posibiliten llegar a dichas situaciones. Un aspecto fundamental es el método de instalación, pues muchos de los problemas se manifiestan cuando el cable está recién instalado. En general valen las mismas recomendaciones que se dan para la instalación de cualquier otro cable, con el agregado de las siguientes:
- en todo momento mantener el cable bajo tensión, frenando suavemente la bobina que entrega el cable al sistema.
- si el pasado por el sistema se efectúa tirando del cable nuevo con el viejo, la conexión entre ambos debe tener la posibilidad de girar.

Condiciones de entorno de la instalación y operación:
Para la construcción 19x7, el diámetro mínimo de enrollamiento debería ser de 30 a 40 veces el diámetro del cable, aunque es un hecho que muchos equipos se fabrican con relaciones menores.
En las instalaciones con diámetros menores es preferible adoptar un cable de construcción 34x7 o verificar a fondo si se puede emplear un cable de construcción convencional. Los cables antigiratorios deben permanecer siempre bajo tensión.
Las descargas, sobre todo si son bruscas, son perjudiciales para el cable. Si no se cuenta con una pasteca suficientemente pesada, se recomienda usar contrapesos adicionales o bolas de contrapeso, en los casos de una sola línea.
No debe inducirse rotación alguna sobre la carga. Dicha rotación podría producir un desbalanceo de los momentos torsores de los cordones de hélices contrapuestas, provocando deformaciones en el cable.
Una práctica desacertada es colocar uniones giratorias o destorcedores en el anclaje del extremo muerto. La libre rotación del cable causará una reducción de la resistencia, desequilibrio de la carga y el posible desbalanceo del par del cable.
El ángulo de desvío entre las poleas y el tambor no debe exceder de 1,5º. Es altamente preferible utilizar tambores ranurados y con la menor cantidad de camadas de cable.
Los extremos del cable deben estar firmemente anclados con la sección transversal completa y sólidamente retenida.
El método ideal es con terminales de relleno. Si se usan terminales con cuña, es recomendable soldar las puntas del cable o adquirir el mismo con los extremos ahusados. Las grampas prensacable si bien son muy utilizadas, no son el mejor método de fijación.

#### Inspección de cable antigiratorio
Los criterios de inspección del cable de acero antigiratorio también difieren de los convencionales. Cualquier pequeña reducción del diámetro debe ser atendida con sumo cuidado.
El criterio de recuento de los alambres rotos también difiere y una vez alcanzado el punto de retiro de servicio, los cables antigiratorios dejan menos tiempo disponible hasta su rotura que los cables convencionales.

### Cables guardines
Se podrían denominar como cables de cables, ya que están formados por varios cables, llamados ramales, arrollados helicoidalmente alrededor de un alma central de fibra o metálica.

### Cables planos
Los cables planos se denominan también trenzas de cable o cables de cinta, se componen de varios cables o ramales de 4 cordones cada uno, dispuestos en paralelo uno junto al otro y cosidos entre sí mediante alambres de costura.
Normalmente los ramales se disponen en número par y se eligen de manera que sus arrollamientos presenten alternativamente torsión a la derecha y a la izquierda.
Los cables planos pueden estar cosidos con costuras simples o con dobles costuras.

### Cables semicerrados y cerrados
Son cables de un solo cordón, formado generalmente por varias capas de alambres redondos recubiertos por una o más capas de alambre de forma.
Cuando el perfil de los alambres de la última capa tiene forma de X se colocan alternando con alambres redondos y el cable se llama semicerrado.
Cuando el perfil de los alambres tiene forma de Z, son todos iguales y encajan unos con otros, llamándose entonces cable cerrado.
Igual que en los cables espirales, las capas de alambres de los cables cerrados se cablean alternativamente a derecha y a izquierda con el fin de reducir su reacción a la torsión.
- Wikimedia Commons alberga una categoría multimedia sobre Cable de acero.

- Datos: Q552034
- Multimedia: Steel wire ropes / Q552034